# Espenel
Espenel is een gemeente in het Franse departement Drôme (regio Auvergne-Rhône-Alpes) en telt 120 inwoners (2009). De plaats maakt deel uit van het arrondissement Die.

## Geografie
De oppervlakte van Espenel bedraagt 16,0 km², de bevolkingsdichtheid is dus 7,5 inwoners per km².

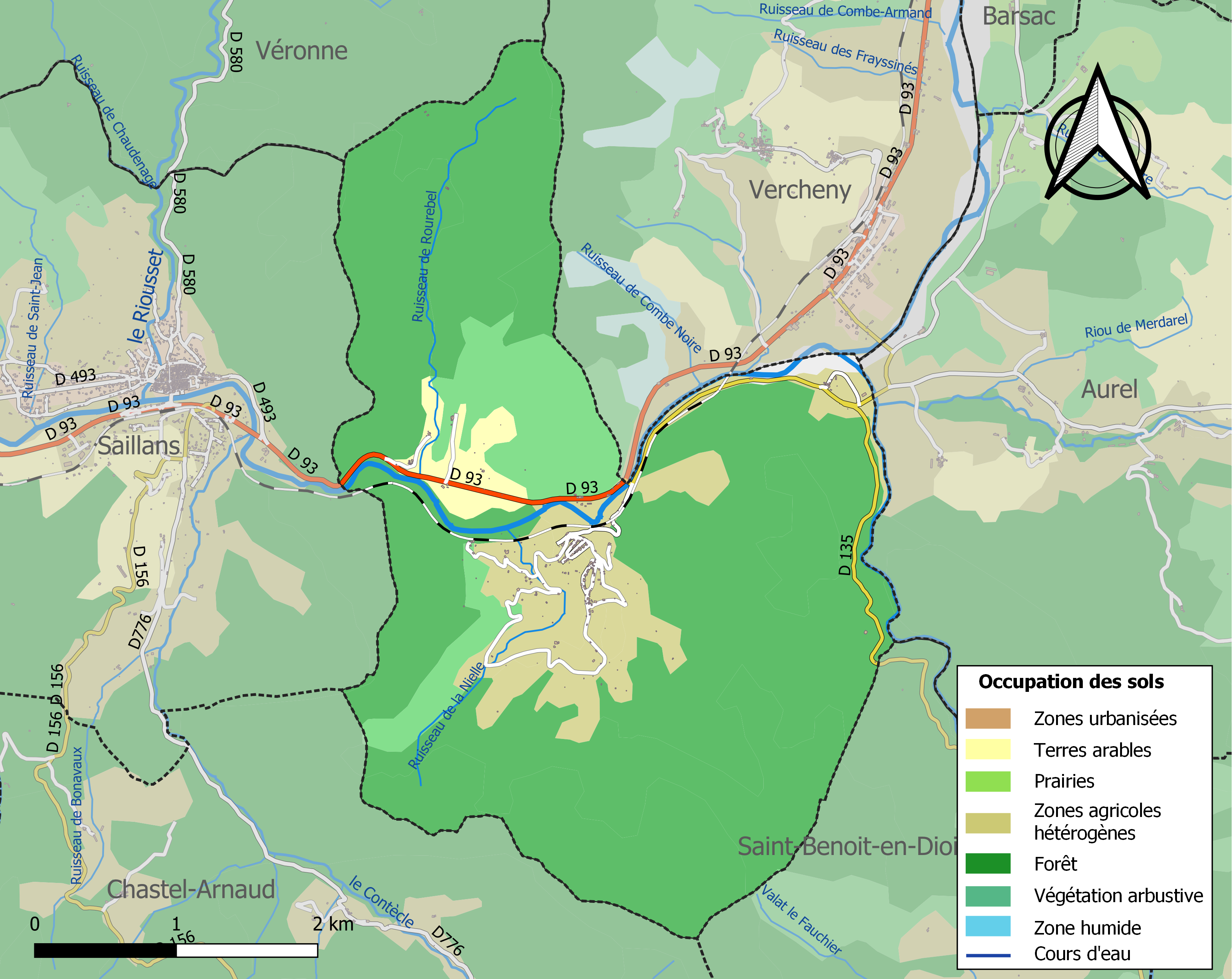
Kaart van de gemeente met belangrijkste infrastructuur, bodemgebruik en omliggende gemeenten

## Demografie
Onderstaande figuur toont het verloop van het inwonertal (bron: INSEE-tellingen).